# غوربريت سينغ ساندو
غوربريت سينغ ساندو (3 فبراير 1992 في الهند - ) هو لاعب كرة قدم هندي في مركز حراسة المرمى. شارك مع منتخب الهند تحت 20 سنة لكرة القدم ومنتخب الهند تحت 23 سنة لكرة القدم ومنتخب الهند لكرة القدم. أما مع النوادي، فقد لعب مع نادي إيست بنغال ونادي ستابك وIndian Arrows ‏.

## وصلات خارجية
- غوربريت سينغ ساندو على موقع الاتحاد الدولي (مؤرشف)  (الإنجليزية)
- غوربريت سينغ ساندو على موقع الاتحاد الأوربي (الإنجليزية)
- غوربريت سينغ ساندو على موقع إي إس بي إن إف سي (الإنجليزية)
- غوربريت سينغ ساندو على موقع قاعدة بيانات كرة القدم.إي يو (الإنجليزية)
- غوربريت سينغ ساندو على موقع ناشيونال فوتبول تيمز (الإنجليزية)
- غوربريت سينغ ساندو على موقع Soccerway.com (الإنجليزية)
- غوربريت سينغ ساندو على موقع عالم كرة القدم.نت (الإنجليزية)